# Kanton Fresne-Saint-Mamès
Kanton Fresne-Saint-Mamès (francouzsky Canton de Fresne-Saint-Mamès) je francouzský kanton v departementu Haute-Saône v regionu Franche-Comté. Tvoří ho 15 obcí.

## Obce kantonu
- Beaujeu-Saint-Vallier-Pierrejux-et-Quitteur
- Fresne-Saint-Mamès
- Fretigney-et-Velloreille
- Greucourt
- Mercey-sur-Saône
- Motey-sur-Saône
- La Vernotte
- Le Pont-de-Planches
- Les Bâties
- Sainte-Reine
- Saint-Gand
- Seveux
- Soing-Cubry-Charentenay
- Vellexon-Queutrey-et-Vaudey
- Vezet